# 小針進
小針 進（こはり すすむ、1963年1月1日 - ）は、日本の政治学者（現代韓国・朝鮮社会論・北東アジア地域研究）。学位は、政治学修士（西江大学校・1995年）。静岡県立大学附属現代韓国朝鮮研究センターセンター長（第2代）・国際関係学部教授・大学院国際関係学研究科教授。
国際観光振興会ソウル事務所次長、在大韓民国大使館政治部専門調査員、静岡県立大学大学院国際関係学研究科助手、静岡県立大学国際関係学部助教授、静岡県立大学学生部部長などを歴任した。

## 来歴
千葉県出身。1986年東京外国語大学外国語学部朝鮮語学科を卒業後、特殊法人国際観光振興会（のち国際観光振興機構）に就職。1991年からソウル事務所次長を務める。その後西江大学校公共政策大学院を修了、ソウル大学校行政大学院博士課程在学中、外務省専門調査員を務める。1997年より静岡県立大学に務め、2007年より教授。

## 研究
現代韓国朝鮮社会の研究を専門分野としており、韓国社会を論じた啓蒙書など、実体験に根差した韓国関連の書籍を著している。2016年12月には、教員活動評価において業績が優秀と認められ静岡県立大学学長表彰を受けた。

## 略歴
- 1986年 - 東京外国語大学外国語学部卒業、国際観光振興会に就職。
- 1991年 - 国際観光振興会ソウル事務所次長。
- 1995年 - 西江大学校公共政策大学院修士課程修了。
- 1995年 - 在大韓民国日本国大使館政治部専門調査員。
- 1997年 - 静岡県立大学大学院国際関係学研究科助手。
- 1998年 - 東京外国語大学外国語学部非常勤講師。
- 1998年 - 東海大学非常勤講師。
- 1999年 - 静岡県立大学国際関係学部助教授。
- 1999年 - ソウル大学校行政大学院博士課程退学。
- 2007年 - 静岡県立大学国際関係学部教授。
- 2016年 - 静岡県立大学附属現代韓国朝鮮研究センターセンター長。

## 賞歴
- 2016年 - 静岡県立大学学長表彰。

## 著作

### 単著
- 『韓国ウオッチング』（時事通信社、1995年、ISBN 4788795035）
- 『世紀末韓国を読み解く』（東洋経済新報社、1998年、ISBN 4492211098）
- 『韓国と韓国人――隣人たちのほんとうの話』（平凡社［平凡社新書］、1999年、ISBN 4582850243）
- 『韓国人は、こう考えている』（新潮社［新潮新書］、2004年、ISBN 4106100959）
- 『日韓交流スクランブル』（大修館書店、2008年、ISBN 4469232513）

### 共著
- 石井健一編『東アジアの日本大衆文化』（蒼蒼社、2001年、ISBN 4883600211）

### 共編著
- （小倉紀蔵）『韓流ハンドブック』（新書館、2007年、ISBN 9784403250903）

### 翻訳
- 金浩鎮『韓国歴代大統領とリーダーシップ』（柘植書房新社、2007年、ISBN 9784806805748）